# Pañuelo

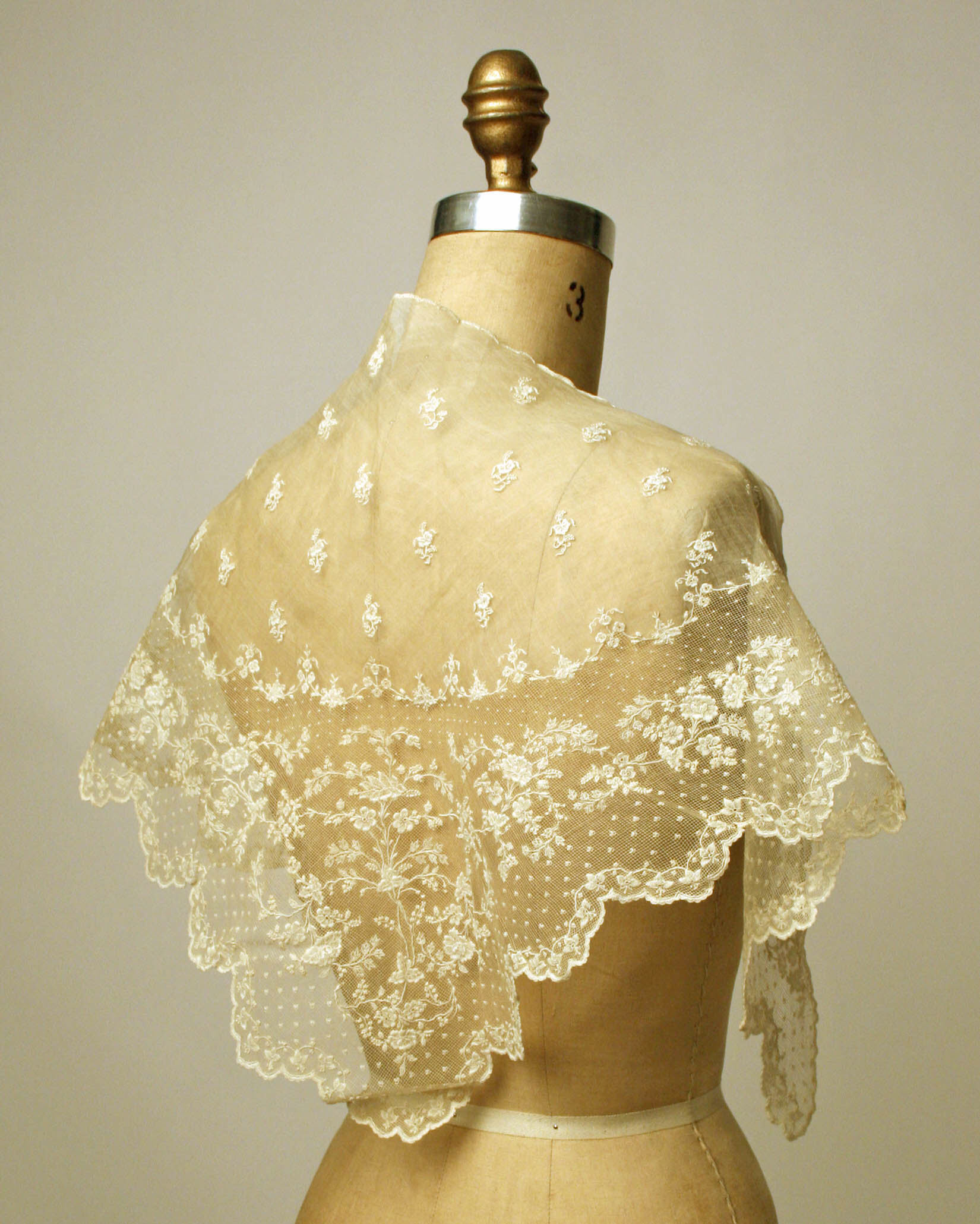
Pañuelo du début du XIX^{e} siècle au Metropolitan Museum of Art (États-Unis)

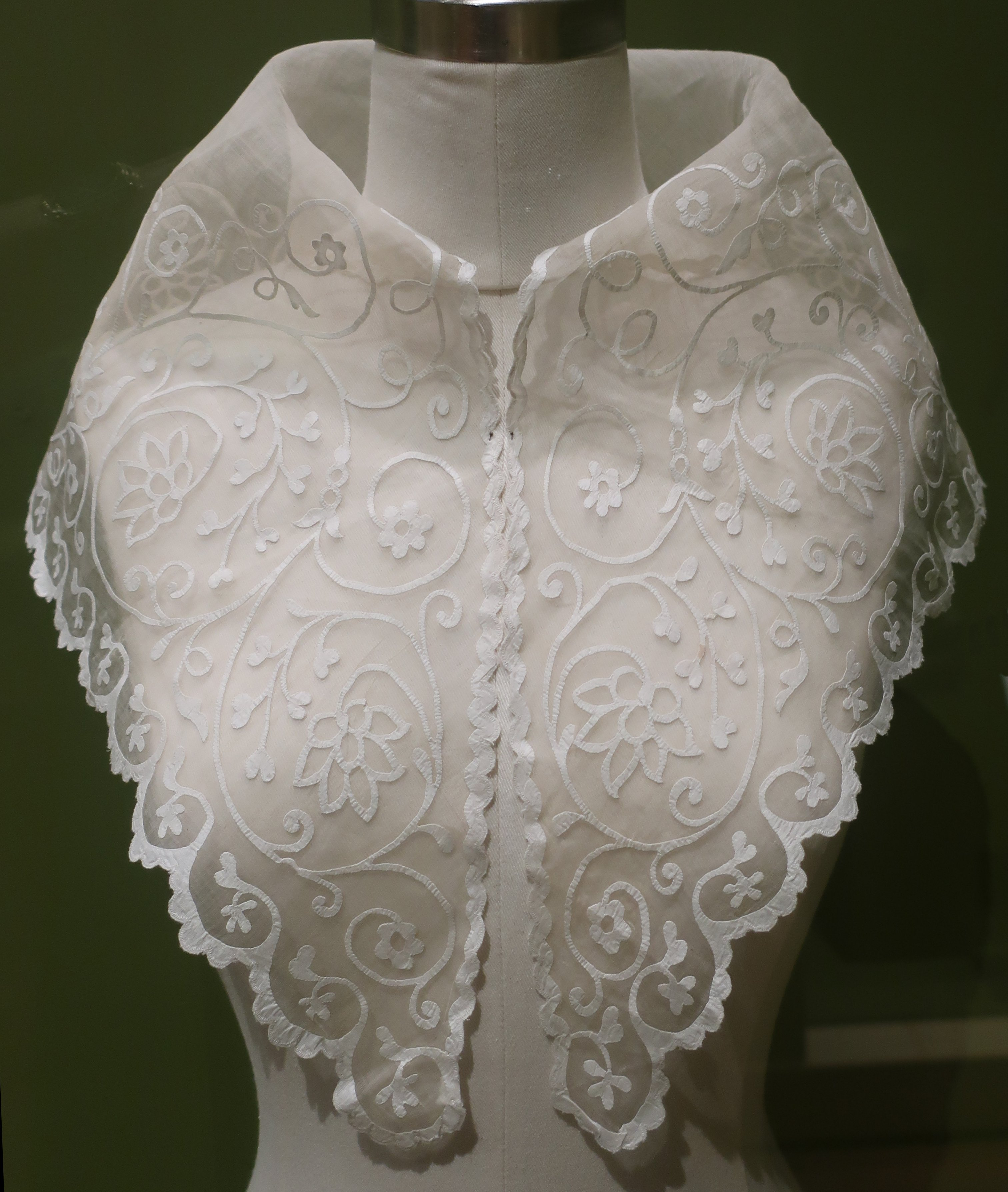
Pañuelo du début du XX^{e} siècle en fibre de piña brodée, au Honolulu Museum of Art (États-Unis)

Le pañuelo (de l'espagnol paño + -uelo ) ou alampay est une écharpe ou un châle philippin brodé à la manière d'une dentelle, porté sur les épaules par-dessus la camisa (chemisier). De forme carrée, ils sont portés pliés en triangle. Les pañuelos sont les prédécesseurs directs du châle de Manille.

## Description
Les pañuelos sont traditionnellement fabriqués à partir de textiles nipis transparents ressemblant à de la dentelle tissés à partir de fibres d'abaca. De forme carrée, ils sont portés pliés en triangle. Ils comportent généralement des broderies florales (utilisant des techniques telles que calado, sombrado et deshilado ). En plus de la fibre indigène d'abaca, ils peuvent également être fabriqués à partir de fibre de piña, acquise à partir d'ananas introduits par les Espagnols. Ils comportent également des bordures de dentelle ou des franges nouées, un élément espagnol lui-même acquis des Maures,,.
Ils font partie intégrante et distinctive de l'ensemble traditionnel baro’t saya des roturiers philippins et du costume traje de mestiza des femmes philippines aristocratiques (avec un châle comme une jupe dit tapis et les éventails abaniko), car ils permettent de couvrir le décolleté relativement bas de la chemise traditionnelle (camisa). Portés aux XVIIIe et XIXe siècles, ils sont aujourd'hui plus rarement utilisés dans des variations modernes de la robe terno ,.

## Historique
Les pañuelos viennent des châles traditionnels des Philippines préhispaniques connus sous le nom d' alampay. Ils sont portés comme couvre-chefs ou cache-cou chez les femmes tagalog. Ils ont continué à être porté durant la période espagnole, avec des motifs d'origine européenne. Ce sont également des produits luxueux exportés par les galions de Manille vers la Nouvelle Espagne et l'Europe, parfois comme cadeaux à la royauté .
Les pañuelos ont été copiés par les commerçants chinois aux XVIIIe et XIXe siècles et vendus aux Philippines, en Espagne et dans d'autres colonies espagnoles. Ces copies sont en soie avec des broderies de motifs chinois. Devenus extrêmement populaires aux Philippines, ils sont rapidement adoptés par les femmes de la classe supérieure de Luzon. Également connus sous le nom de mantón de Manila (es) (châle de manille), ils deviennent des produits d'exportation de luxe très recherchés peu de temps après être arrivés en Amérique ,,. On pense qu'ils ont influencé les conceptions ultérieures du rebozo en Amérique latine.

## Usages modernes
Depuis les années 1930, le pañuelo fait partie di Modernized Traje de Mestiza. De nos jours, le pañuelo peut encore être porté avec le Modern Terno, en particulier chez les femmes âgées. Le pañuelo ou l'alampay font partie intégrante des uniformes de l'église Iglesia ni Cristo portés par les diaconesses dans toutes les congrégations locales aux Philippines. Le White Terno ou Saya en philippin, ressemble à ses premiers uniformes de diaconesse dans les années 1930. Ils peuvent être décorés de broderies ou avoir des motifs simples.